# Effondrement de l'hôtel Siji Kaiyuan
L'effondrement de l'hôtel Siji Kaiyuan est survenu le 12 juillet 2021 lorsque l'hôtel Siji Kaiyuan (chinois : 四季开源酒店) de Songling (en), dans le Jiangsu, en Chine, s'est effondré en raison d'une construction illégale, tuant 17 personnes et en blessant 5 autres.

## Contexte
Les commerçants à proximité ont déclaré que le bâtiment effondré était très ancien et était en cours de rénovation. Le premier étage était le hall principal, qui servait à ouvrir un hôtel, et les deuxième et troisième étages servaient à l'hébergement.

## Effondrement
À 15 h 33 le 12 juillet 2021, une annexe de l'hôtel Siji Kaiyuan s'est soudainement effondrée.

## Sauvetage
Après l'effondrement, les pompiers du Jiangsu ont envoyé six équipes de secours lourdes, cinq équipes de secours légères, cinq chiens de recherche et de sauvetage, plus de 120 camions de pompiers et 650 soldats pour secourir les victimes. Lou Qinjian (en), chef du parti du Comité provincial du PCC du Jiangsu, et Wu Zhenglong (en), gouverneur du Jiangsu, ont publié des instructions exigeant une organisation scientifique de la recherche et du sauvetage, le traitement complet des blessés, la réduction des pertes et la prévention des catastrophes secondaires. Wu Zhenglong, Fan Jinlong (zh) et les principaux dirigeants de Suzhou et du district de Wujiang se sont précipités sur les lieux pour organiser et commander le sauvetage dans un premier temps. Le ministère de la Gestion des urgences (en) et le ministère du Logement et du Développement urbain-rural (en) envoient des groupes de travail sur place pour guider les opérations de sauvetage.
Le 13 juillet, Lou Qinjian, la plus haute position politique de la province, s'est précipité sur les lieux pour commander les travaux de sauvetage et d'élimination.
À 9 h 0 le 14 juillet, les travaux de recherche et de sauvetage ont pris fin. Au total, 23 personnes ont été secourues, l'une d'entre elles est rentrée chez elle indemne, cinq ont été blessées et 17 ont été tuées.

## Enquête
Une enquête préliminaire a révélé que l'effondrement avait été causé par le propriétaire qui avait modifié la structure du bâtiment. Le 13 juillet 2021, le contrôleur actuel de l'hôtel a été emmené pour enquête par la police locale.